# 馬特·蓋茨
馬修·路易斯·“馬特”·蓋茨二世（英語：Matthew Louis "Matt" Gaetz II，/ˈɡeɪts/，1982年5月7日—）是一位共和黨籍的美国政治人物，曾任聯邦眾議員於2017年至2024年間代表佛羅里達州第一國會選區。蓋茨是川普的盟友，也是一位自由意志民粹主義者，而媒體和民主黨人廣泛認為他是極右派。
2024年11月13日，美國當選總統唐納·川普宣布將提名蓋茲在第二次特朗普內閣中擔任美國司法部長。11月21日，受多方爭議困擾的蓋茲在X上宣佈他退出司法部長的提名。
2024年12月24日，美國眾議院道德委员会發表調查報告，披露馬特·蓋茨定期向女性支付「從事性行為」的費用、與一名17歲女孩發生性行為、使用或持有可卡因或迷幻藥（MDMA/Ecstasy）、接受超出眾議院限額的禮物、妨礙司法公正等。

## 早年生活和職業
蓋茨於1982年5月7日出生於佛羅里達州好萊塢，父親是唐·蓋茨，唐·蓋茨後來成為當地著名政治家政治人物。蓋茲的父親於2006年至2016年代表佛羅里達狹地部分地區擔任佛羅里達州參議院議員，於2012年至2014年擔任佛羅里達州參議院議長，並於2024年再次當選為佛羅里達州參議院議員。蓋茲的祖父傑裡·蓋茲是北達科他州拉格比市的市長，也是1964年北達科他州共和黨州代表大會上北達科他州副州長的候選人，但在大會上他因心臟病去世。
他在华尔顿堡滩附近長大，畢業於尼斯維爾高中。他於2003年畢業於佛羅里達州立大學，獲得跨學科理學士學位，並於2007年畢業於威廉与玛丽法学院，獲得法學博士學位。蓋茲於2008年2月6日獲得佛羅里達州律師資格。
從法學院畢業後，蓋茲在华尔顿堡滩的Keefe, Anchors & Gordon律師事務所（現為AnchorsGordon律師事務所）工作。2021年10月，佛羅里達州律師組織因蓋茲未繳費而暫停了蓋茲的律師執業資格。直到他繳納265美元費用後，其職位被恢復。

## 從政生涯

### 佛羅里達州眾議院議員
自2010年開始，他是佛羅里達第一選區選出的佛羅里達州眾議院議員。在州議會任職期間，蓋茲和州參議員喬·內格倫提出法案，要求州長簽署對那些已經用盡上訴的囚犯的處決令，以加快對佛羅里達州死囚牢房中許多囚犯的處決。他也與州參議員格雷格·埃弗斯一起提出法案，取消聯邦乙醇含量規定，即佛羅里達州銷售的汽油中10%含有乙醇；佛羅里達州州長里克·斯科特於2013年5月簽署了該法案。
蓋茲是2015年因「個人仇恨」而投票反對佛羅里達州一項法案的兩名成員之一，該法案將復仇式色情定為犯罪行為，此前他曾成功阻止該法案。

### 聯邦眾議院議員

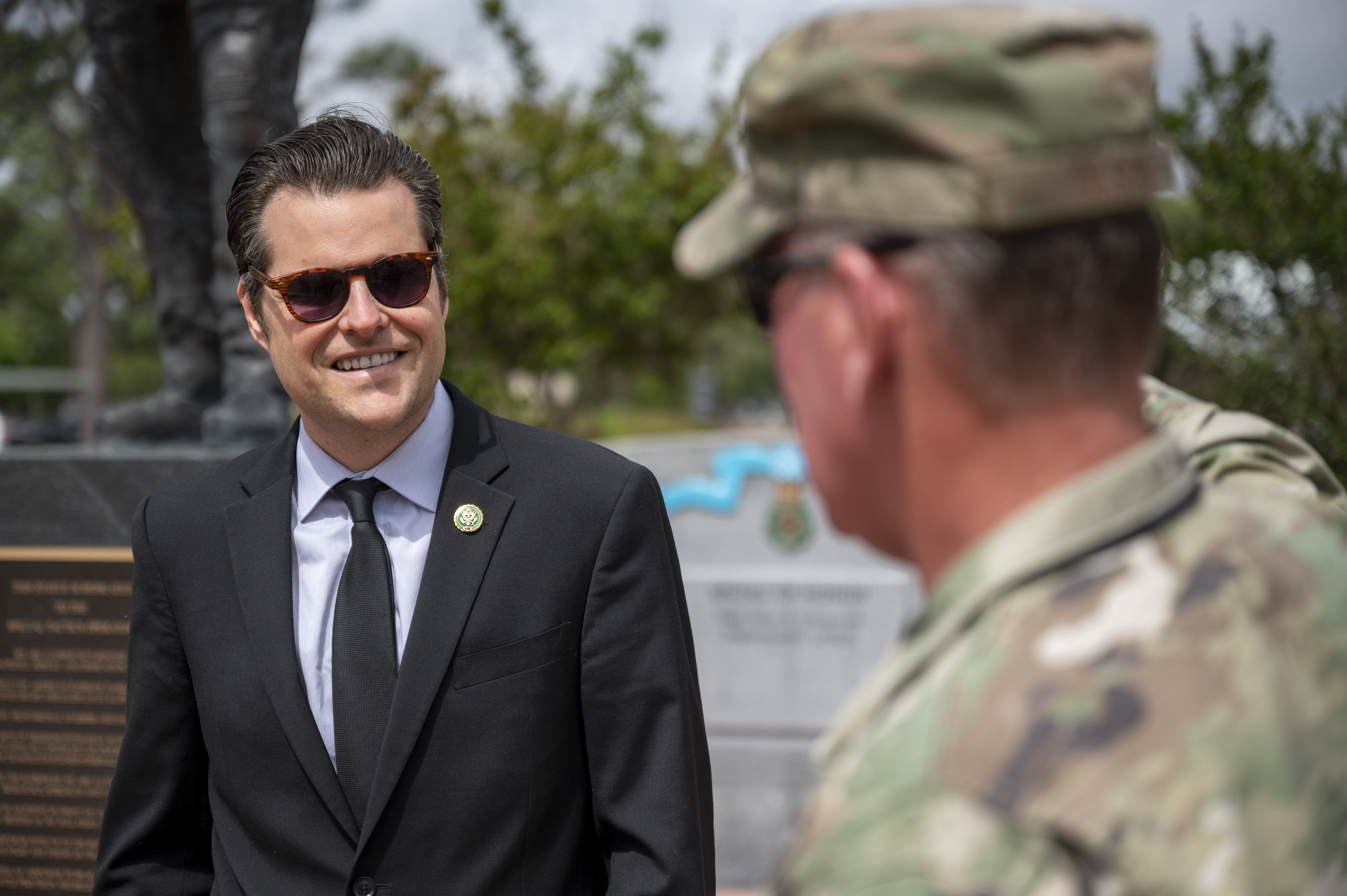
蓋茲參觀美國空軍在佛羅里達州的哈爾伯特機場

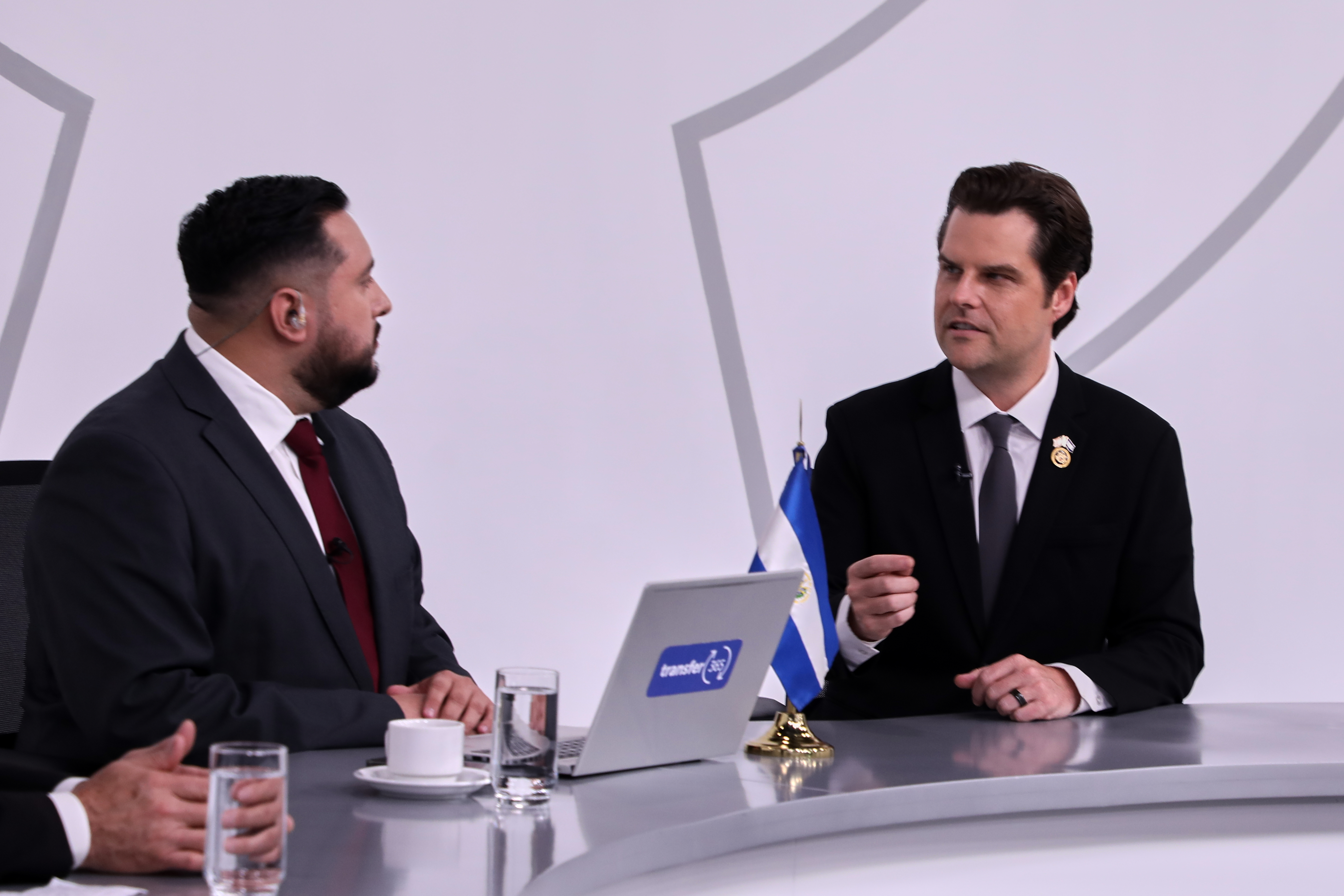
蓋茲訪問薩爾瓦多

自2017年開始，他是佛羅里達州第一國會選區從2016年美國眾議院選舉選出的佛羅里達州眾議院議員。蓋茲在2018年佛羅里達州州長選舉競選期間擔任共和黨州長候選人羅恩·德桑蒂斯的高級競選顧問。據《政客》報道，他管理德桑蒂斯的辯論準備工作並“起草了早期政府組織結構圖，幫助指導早期政策決策，並在德桑蒂斯的任命内閣中發揮了巨大作用”。
2021年，蓋茲和喬治亞州眾議員馬玛乔丽·泰勒·格林於5月7日在佛羅里達州村子開始了全國性的「美國優先之旅」。在訪問期間，蓋茲和格林多次指控2020年美國總統選舉中的選舉舞弊，攻擊大型科技公司，並在一次活動中聲稱美國憲法第二修正案是為了“維持公民內部武裝叛亂的能力，如果有必要的話”。
2021年6月，蓋茲是投票反對一項決議的21名眾議院共和黨人之一，該決議將國會金質獎章授予1月6日国会山骚乱保衛美國國會大廈的警察。
2023年2月，蓋茲邀請身為密西根州陸軍國民警衛隊退役中士的科里·瑞安·比克曼（Corey Ryan Beekman）在司法委員會聽證會上主持宣誓。然而比克曼於2019年在密西根州被指控犯有謀殺罪，受害者家屬批評了這項邀請。蓋茲在之後向受害者家屬道歉。
2023年10月3日，蓋茨在眾議院提出「騰出議長職位」的程序並獲得通過，使同黨的眾議院議長凱文·麥卡錫以216:210的票數遭到罷免，為美國國會建立以來首見。
2024年7月下旬，蓋茲和薩爾瓦多核心小組的其他三名共和黨成員訪問了薩爾瓦多會見了總統納伊布·布克萊，並參觀了反恐怖主義監禁中心，這是布克萊政府在全國範圍內打擊黑幫期間建造的監獄。蓋茲認為薩爾瓦多的殘酷執法是個很好的典範，形容“這所監獄的紀律比我們在美國許多監獄看到的要嚴格得多”。
2024年11月13日，美國當選總統唐納·川普宣布將提名蓋茲在第二次特朗普內閣中擔任美國司法部長。消息公佈後不久，蓋茲辭去美國眾議院議員職務。職務蓋茲作為司法部長提名引起了多位參議院共和黨人的驚訝、震驚和負面反應，其中一些表示他們不會支持這項提名。11月21日，受多方爭議困擾的蓋茲退出司法部長的提名，幾個小時後川普提名帕姆·邦迪擔任美國司法部長。

## 爭議
眾議院道德委員會於2021年4月開始對蓋茲涉嫌不當行為進行調查，但很快就在司法部調查期間暫停了調查 。2023年2月司法部調查結束後不久，眾議院道德委員會重新啟動調查。該委員會聯繫了蓋茲的前女友，她於2022年獲得豁免並在刑事調查中作證，但據報道委員會並不指望她自願配合道德調查 。兩名女性均由律師代表作證說，蓋茲付錢給她們進行性交易。其中一名女性表示，2017年7月她看到蓋茲與她17歲的朋友發生性關係，一旦蓋茲意識到女孩的年齡，他就暫停了這段關係，直到她年滿18歲。該委員會獲得的記錄顯示，蓋茲在2017年7月至2019年1月之間有27筆Venmo交易和一張支票中向兩名女性支付了總計超過10,000美元的款項。
2024年11月中旬，就在委員會計劃投票是否發布其報告的幾天前該報告已接近完成，內部人士稱該報告對蓋茨“高度批評”。11月13日，美國當選總統唐納·川普提名蓋茲在他的内閣中擔任美國司法部長後，蓋茨辭去了聯邦眾議員職位，導致該委員會失去了繼續調查的管轄權，並且根據眾議院自己的規則，它也無法發布該報告。眾議院議長邁克·約翰遜表示，他強烈要求道德委員會不要發布該報告。然而考慮到參議院在確認美國内閣提名人所扮演的角色，幾位共和黨參議員呼籲眾議院允許他們審查道德委員會的報告 。
11月18日，一名駭客聲稱獲得了該報告的資料。11月21日，眾議院道德委員會決定在12月5日之前完成報告，並將投票決定是否公布。最終在12月通過公布報告，並於同月23日正式公布，報告指出蓋茲違反了佛羅里達州法律，包括禁止法定強姦、拉皮條和非法吸毒的法律，但蓋茲並未參與跨州性交易；委員會確認他至少有20次向女性支付性費用或毒品費用，並且發現一名17歲女孩和其他11名女性總共收到了超過9萬美元的付款。